# COYOTE
Call Off Your Old Tired Ethics (COYOTE) es una organización sin ánimo de lucro estadounidense que defiende los derechos de las trabajadoras sexuales. Sus objetivos incluyen la despenalización (en contraposición a la legalización) de la prostitución, el proxenetismo y la explotación sexual, así como la eliminación del estigma social que rodea al trabajo sexual como profesión. Su labor se considera parte del movimiento más amplio de los trabajadores sexuales por los derechos legales y humanos.

## Servicios
COYOTE ofrece asesoramiento especializado y formación en sensibilidad a los organismos de servicios sociales y fuerzas del orden que tratan con trabajadores sexuales. Sus miembros han testificado como testigos expertos durante juicios. La organización trabaja para educar al público en general sobre el trabajo sexual y promueve la educación sobre el sexo seguro, el VIH/sida y las infecciones de transmisión sexual entre los trabajadores sexuales, sus clientes y el público en general.

## Historia

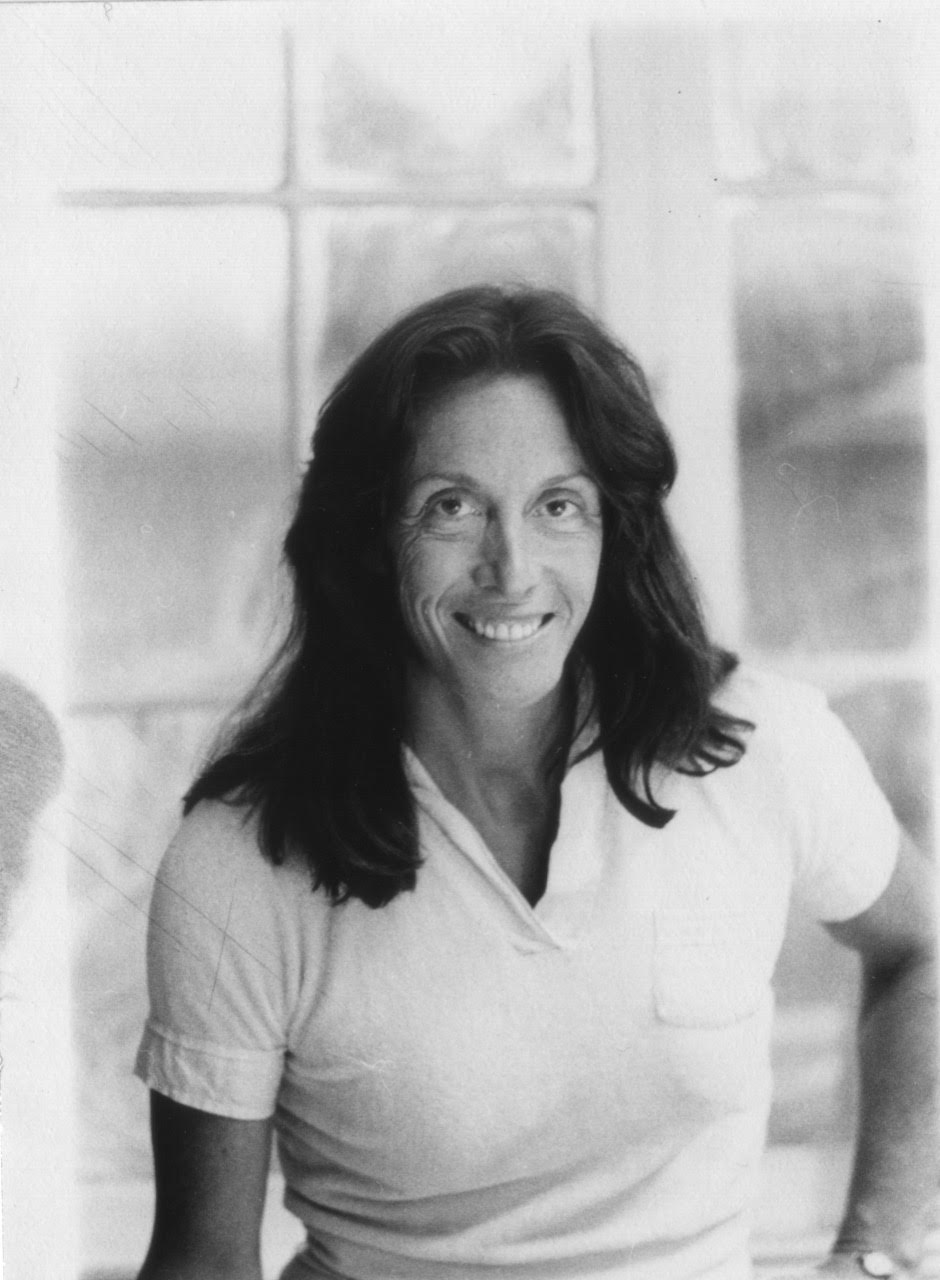
Margo St. James, cofundadora de COYOTE.

COYOTE fue fundada en San Francisco (California) en 1973 por Margo St. James, activista feminista y antigua trabajadora sexual, junto con Jennifer James, profesora de antropología afincada en Seattle. Margo St. James había sido arrestada y condenada por un delito de prostitución a los 25 años, pero anuló la condena después de estudiar derecho durante un año en la Universidad Lincoln de San Francisco. Eligió el nombre COYOTE porque el novelista Tom Robbins la llamó «coyote trickster» y se le ocurrió «Call Off Your Old Tired Ethics» para que encajara con el acrónimo elegido. St. James creía que el trabajo sexual debía considerarse un trabajo equivalente a cualquier otra profesión, y en 1977 escribió que «hacer una gran distinción entre cobrar por una hora de servicios sexuales, una hora de mecanografía o una hora de actuación en un escenario es hacer una distinción que no existe».

### Objetivos
El objetivo del grupo era «crear una unión informal de mujeres, tanto prostitutas como feministas, para luchar por un cambio legal». COYOTE proporcionaba espacios seguros para que las trabajadoras sexuales se reunieran para hablar de sus experiencias y encontrar apoyo. Organizaban «sesiones de rap» en las que utilizaban métodos feministas de concienciación y hacían saber a las mujeres que no estaban solas en sus experiencias. Recopilaban historias y datos sobre las injusticias a las que se enfrentaban las trabajadoras sexuales y lanzaron una campaña de educación pública para poner de relieve los prejuicios racistas y sexistas de las detenciones por prostitución. Las reuniones y los eventos se anunciaban a través de periódicos clandestinos. COYOTE organizaba programas educativos y eventos culturales para recaudar fondos para otros proyectos y realizaba manifestaciones públicas para protestar contra las trampas policiales. También organizó «convenciones de prostitutas» en San Francisco (1974), Washington D. C. (1976) y en Bruselas y Ámsterdam (1985 y 1986).

### Programas y servicios
COYOTE ofrecía diversos servicios a las trabajadoras sexuales. Contaba con una línea telefónica de ayuda para prostitutas llamada SLIP (Survival Line for Independent Prostitutes), asistencia jurídica inmediata para prostitutas que habían sido detenidas, ropa adecuada para comparecer ante los tribunales y clases sobre habilidades de supervivencia para prostitutas encarceladas. COYOTE logró cambios políticos en la década de 1970 que redujeron gradualmente las leyes contra la prostitución. Abolieron la terapia obligatoria con penicilina y las cuarentenas de varios días en la cárcel, y presionaron a los defensores públicos para que proporcionaran una mejor representación a las personas acusadas de solicitación y prostitución, delitos menores. 
Instigaron y patrocinaron al menos 26 demandas en nombre de las prostitutas y levantaron la cuarentena obligatoria de tres días por enfermedades venéreas impuesta por el Departamento de Policía de San Francisco a las prostitutas. Ganaron alegando que la incidencia de las enfermedades venéreas es al menos tan alta entre las personas de 20 a 40 años como entre las prostitutas y que «solo las mujeres son detenidas y obligadas a someterse a controles periódicos de enfermedades venéreas». COYOTE consiguió que un juez desestimara los cargos de prostitución contra 37 mujeres cuyos clientes masculinos no fueron detenidos y organizó protestas contra el acoso policial, que consideraba uno de los problemas más graves que afectaban a las prostitutas.
COYOTE organizó anualmente, entre 1973 y 1979, los Hookers' Balls (o «bailes de las prostitutas») en San Francisco, que sirvieron para desestigmatizar el trabajo sexual, homenajear a las trabajadoras sexuales y recaudar fondos. A partir de estos eventos, COYOTE recaudó un fondo de fianzas para liberar a las mujeres de los proxenetas explotadores y creó programas especiales de bienestar y servicios de asistencia.
A medida que crecía la preocupación pública por la epidemia del sida, se culpaba cada vez más a las trabajadoras sexuales de propagar la enfermedad. COYOTE se apresuró a abordar esta cuestión, afirmando que la organización «trabajaba para evitar que se culpara a las prostitutas del sida y otras enfermedades de transmisión sexual, y para educar a las prostitutas, a sus clientes y al público en general sobre la prevención de estas enfermedades». La organización se pronunció en contra de las pruebas obligatorias de sida para las trabajadoras sexuales, considerándolas una violación de los derechos civiles. Varios miembros de COYOTE se unieron en 1988 para formar el Proyecto de Educación para Prostitutas de California (CAL-PEP), con el objetivo de proporcionar educación sobre el trabajo sexual por parte de las propias trabajadoras sexuales. En 1988 publicaron Prostitutes Prevent AIDS: A Manual for Health Education con financiación federal y estatal.

### Afiliaciones
Poco después de la fundación de COYOTE, se fundaron la Asociación de Prostitutas de Seattle (ASP) y Prostitutas de Nueva York (PONY). En 1979 se habían fundado otras 20 «organizaciones hermanas» aproximadamente. A medida que COYOTE ganaba credibilidad como movimiento nacional, se afilió a organizaciones feministas más liberales y mayoritarias, como la Organización Nacional de Mujeres (NOW), Wages for Housework, la Unión Estadounidense por las Libertades Civiles (ACLU) y el Colegio Americano de Abogados. Estas afiliaciones fueron posibles en parte gracias a la amplia base de apoyo de COYOTE, que en un momento dado llegó a contar con 270 000 miembros.

### COYOTE v. Roberts
En 1976, COYOTE, liderada por St. James, presentó una demanda contra el estado de Rhode Island. En el caso COYOTE v. Roberts, el argumento se basaba en cuánto poder debía tener el estado para controlar la actividad sexual de sus ciudadanos. La demanda también alegaba discriminación en la aplicación de la ley. Se presentaron datos que demostraban una persecución selectiva: la policía de Providence arrestaba a las trabajadoras sexuales con mucha más frecuencia que a los clientes masculinos. St. James testificó en el caso. Aunque el caso fue finalmente desestimado cuando la Asamblea General de Rhode Island modificó la ley sobre prostitución en 1980, se reconoce a COYOTE y a St. James como una de las razones por las que se despenalizó la prostitución en Rhode Island, aunque en 2009 se volvió a ilegalizar. «Samantha» y Gloria Lockett fueron codirectoras de COYOTE a principios de la década de 1990. Habían criticado al grupo por centrarse en las prostitutas de «clase alta» (como las prostitutas de lujo y las acompañantes) y las trabajadoras sexuales blancas, mientras ignoraban las preocupaciones de las prostitutas callejeras y las minorías étnicas.
En 2009, Bella Robinson fundó la sección de Rhode Island de la organización (COYOTE RI) y actualmente es su directora ejecutiva.
Desde 2012, Norma Jean Almodóvar es la directora ejecutiva de la sucursal de COYOTE en Los Ángeles (California).